# Mezzano Inferiore
Mezzano Inferiore (Amzàn Sòtt in dialetto parmigiano) è una frazione del comune di Sorbolo Mezzani, posta a 8 km a est di Colorno e a 20 km a nord di Parma.

## Origini del nome
Il toponimo Mezzano era utilizzato in epoca medievale per designare isole fluviali o comunque territori compresi tra due rami di un fiume. Infatti Mezzano Inferiore nasce come isola del fiume Po, denominata Mezzano del Vescovo in quanto feudo del vescovo di Parma, nelle vicinanze esisteva però già un'altra isola omonima, per distinguerle venne aggiunta la denominazione di sotto poi trasformata in Inferiore.

## Geografia fisica
Il paese è ubicato nella pianura padana, nella Bassa parmense e si trova a un'altezza di 26 m s.l.m.. Si snoda principalmente sulla Strada Provinciale 34 Padana orientale. A sud-est l'abitato è lambito dal canale Parmetta, a poche centinaia di metri a nord del paese, oltre l'argine maestro del Po, scorre la Parma Morta alveo abbandonato del torrente Parma.

## Storia

### La formazione del territorio

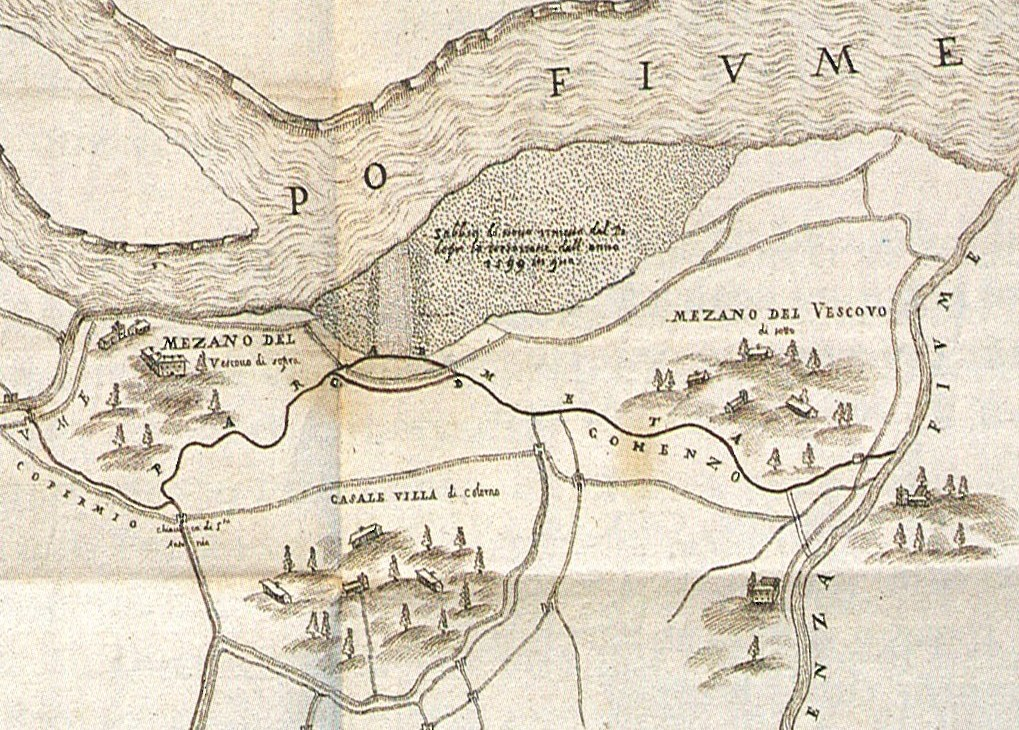
il territorio di Mezzani in una carta di Smeraldo Smeraldi del XVII secolo

L'imperatore Carlo il Grosso nell'880 concesse al Vescovo di Parma Guibodo le rive dei fiumi Po, Parma, Enza e Taro e le isole che si trovavano in essi. Tali privilegi furono poi confermati da Ottone III nel 973 e da Enrico VI nel 1195. Per tale motivo, l'isola del Po su cui in seguito sorse Mezzano Superiore fu fin dal principio un possedimento dell'episcopato parmense. L'epoca della sua formazione non è certa, tuttavia l'abate Giovanni Romani menziona un avvenimento accaduto presso il "Mezzano del Vescovo" già nell'anno 1131. Posteriormente al 1306 si formò più a est una seconda isola dove fu insediato il paese di Mezzano Inferiore. Prima del congiungimento delle isole fossero alla riva destra del Po, la sponda del fiume iniziava presso Coenzo e proseguiva lungo l'argine di S. Antonio(oggi ridotto a semplice strada di campagna) fino alla maestà di S. Cristoforo di Mezzano Superiore.
Dal medioevo a oggi il corso del Po si è spostato di diversi chilometri verso nord erodendo la sponda lombarda e formando nuove terre in corrispondenza della riva emiliana. Si può comprendere l'entità di questo mutamento osservando l'attuale distanza dal fiume dai paesi parmensi con toponimo denotante la fondazione alla confluenza di un torrente nel Po: Coltaro (Caput Tari), Colorno (Caput Lurni), Copermio (Caput Parmae) e Coenzo (Caput Entiae).

### La nascita del paese e la signoria vescovile

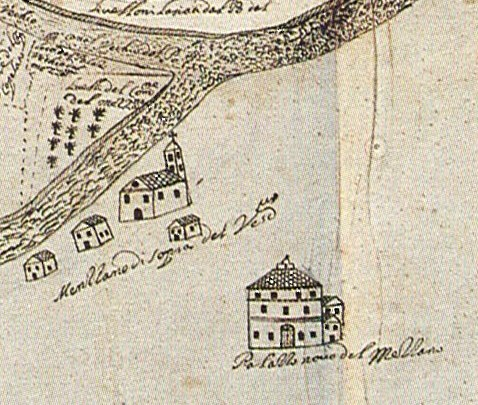
Il palazzo del Vescovo, particolare di un disegno del XVII secolo

Per favorire il popolamento del nuovo territorio di sua proprietà, il Vescovo diede in enfiteusi i terreni di Mezzano alle famiglie di contadini che si fossero impegnate a coltivarli. L'enfiteusi è un contratto di lunga durata che prevede canoni ridotti in cambio del miglioramento delle terre date in concessione, nel medioevo era pertanto tipico dei terreni marginali appena conquistati alla coltura e di cui si volesse favorire il popolamento. Le prime dimore furono edificate sui terreni più elevati dell'ex isola nei pressi dell'attuale strada provinciale. Come in altri centri lungo le rive del Po troviamo una caratteristica conformazione allungata; le abitazioni si snodano lungo una strada sinuosa che ricalca le antiche anse del fiume.
Alla popolazione del luogo furono concessi anche diversi privilegi fiscali, a differenza degli stati vicini non vennero mai applicate imposte sui fuochi, sulla pesca, sui forni, sui macelli e nemmeno sul commercio di sale, tabacco e acquavite. La mancata applicazione di queste tasse permetteva ai Mezzani di costituire una specie di zona franca. A causa della vendita di merci esentate da dazio, gli abitanti del posto furono spesso accusati dal Ducato di Parma di esercitare il contrabbando. L'economia però fu sempre essenzialmente legata all'agricoltura, la bassa pressione fiscale consentì ai mezzanesi di apportare migliorie ai propri appezzamenti e di acquistarne nello stato di Parma. 
I privilegi goduti da questi territori furono confermati il 25 settembre 1399 da una sentenza che dichiarò le terre mezzanesi interamente e integralmente sotto la giurisdizione del vescovo di Parma. Nello stesso anno, il delegato del Duca di Milano, sentenziò che gli uomini del paese non erano tenuti ad alcun carico reale e personale, né misto. Infine il 28 giugno 1402 il vescovo Giovanni Rusconi, ottenne l'immunità per i Mezzani.

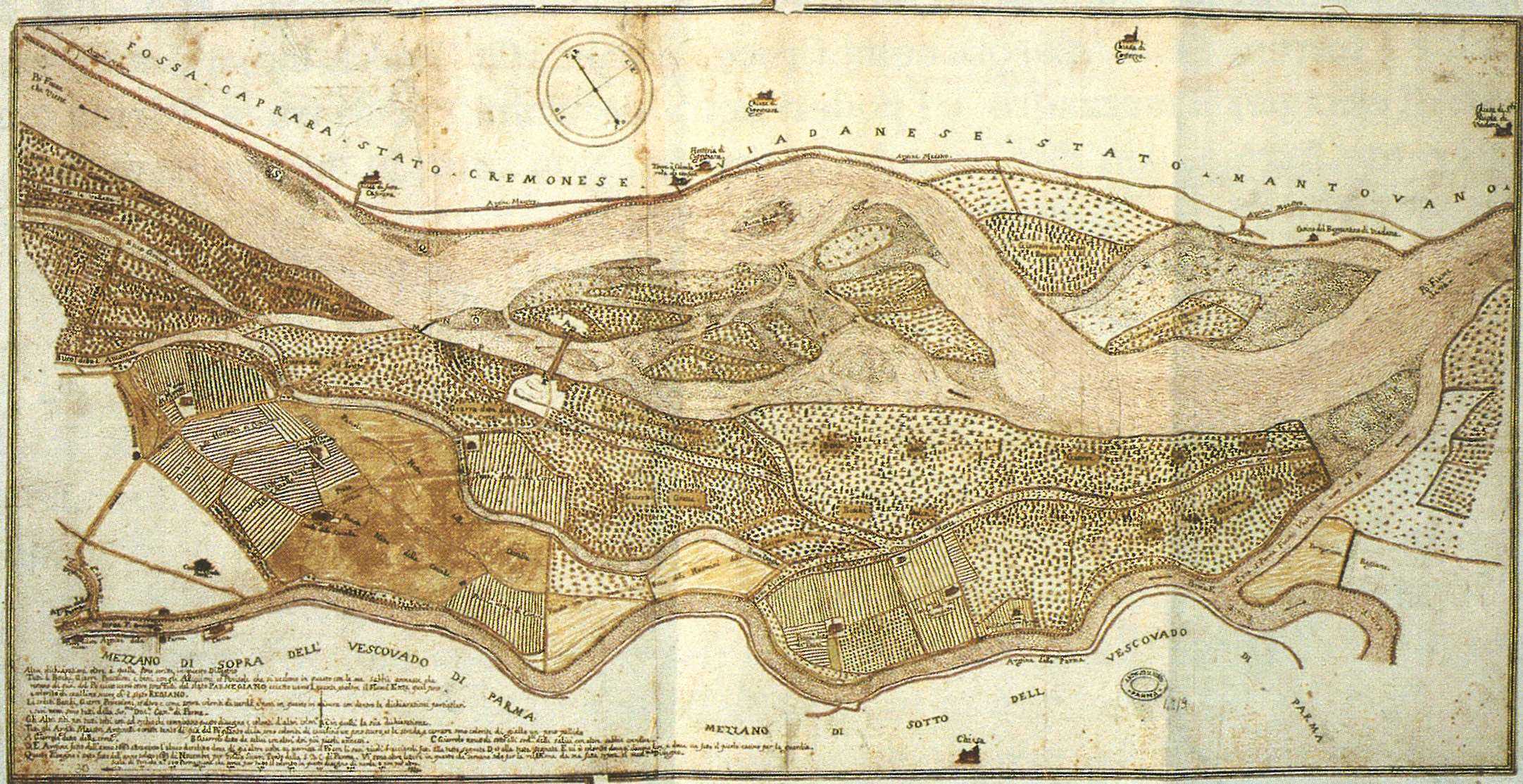
Carta del 1683 in cui Parma ed Enza confluiscono congiuntamente in Po

I Mezzani costituivano un vero e proprio stato, indipendente dal vicino Ducato di Parma e Piacenza su cui il vescovo col titolo di conte amministrava il territorio e esercitava la giustizia tramite un podestà di sua nomina. Nel vicino paese di Mezzano Superiore Ferdinando Farnese fece costruire un palazzo; in esso dimorava il Vescovo durante le sue visite e il podestà esercitava le sue funzioni. Nello stesso edificio si trovava anche una piccola guarnigione. 

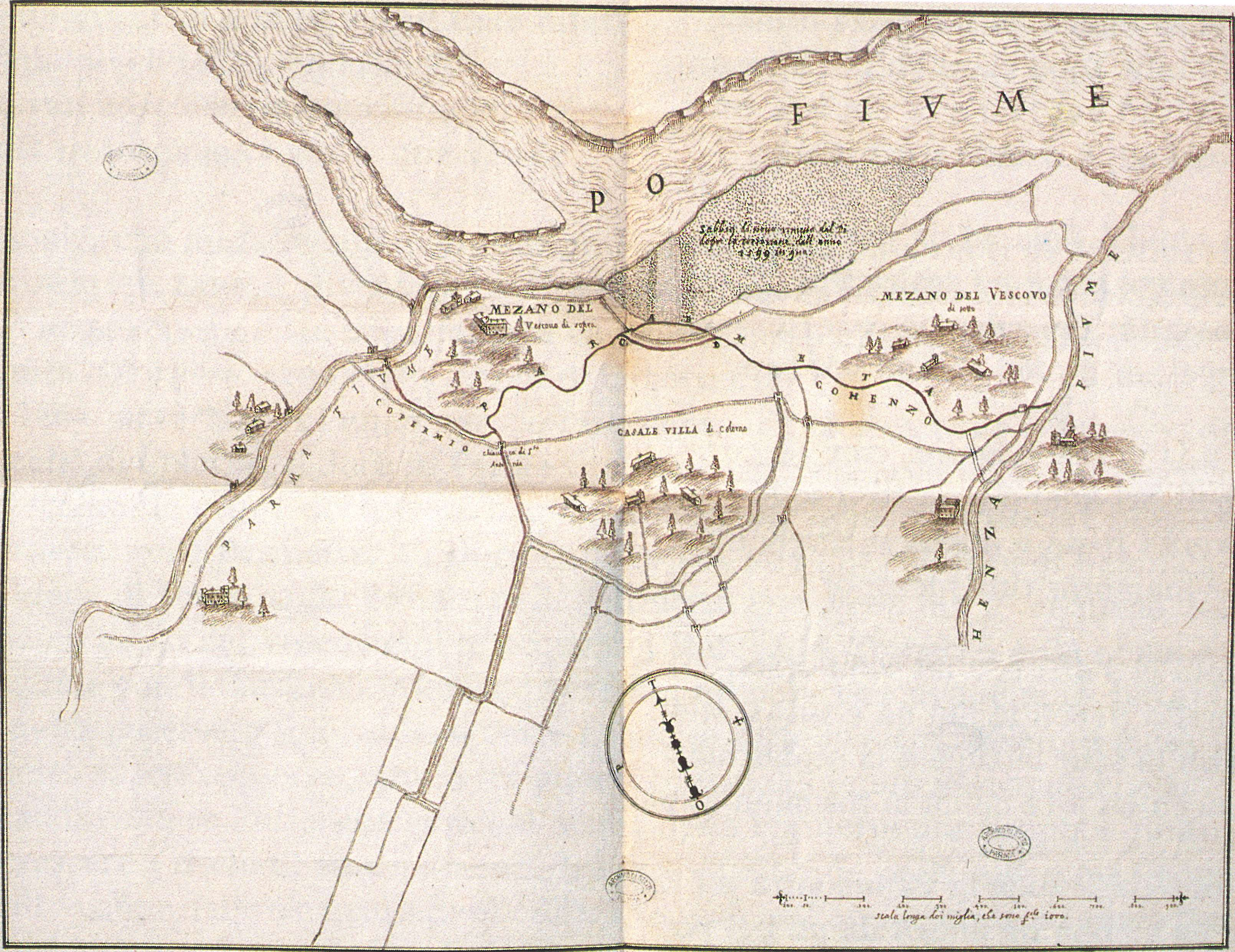
Carta del XVII secolo in cui Parma ed Enza confluiscono separatamente in Po

Nel corso del XVII secolo le acque del Po si spostarono ulteriormente verso nord, il progressivo accumulo di materiali alluvionali di fronte alla riva mezzanese formò nuove isole o giare nei pressi della confluenza della Parma che saldatesi alla riva sinistra del corso d'acqua ne ostruirono la vecchia foce. ll torrente fu costretto a deviare il proprio corso verso est incanalandosi nel vecchio alveo del Po. In una prima fase la Parma nei pressi di Mezzano Inferiore si biforcava in due bracci paralleli entrambi confluenti nell'Enza. Un ulteriore apporto di sedimenti costrinse l'Enza a spostare la foce verso Brescello e interrò il ramo più settentrionale della Parma. Il 6 giugno 1711 i nuovi territori (detti giarre, corrispondenti alle odierne Ghiare Bonvisi) appena formatisi tra Po e Parma furono acquistati dalla Camera Ducale da Bianca Teresa Bonvisi. 

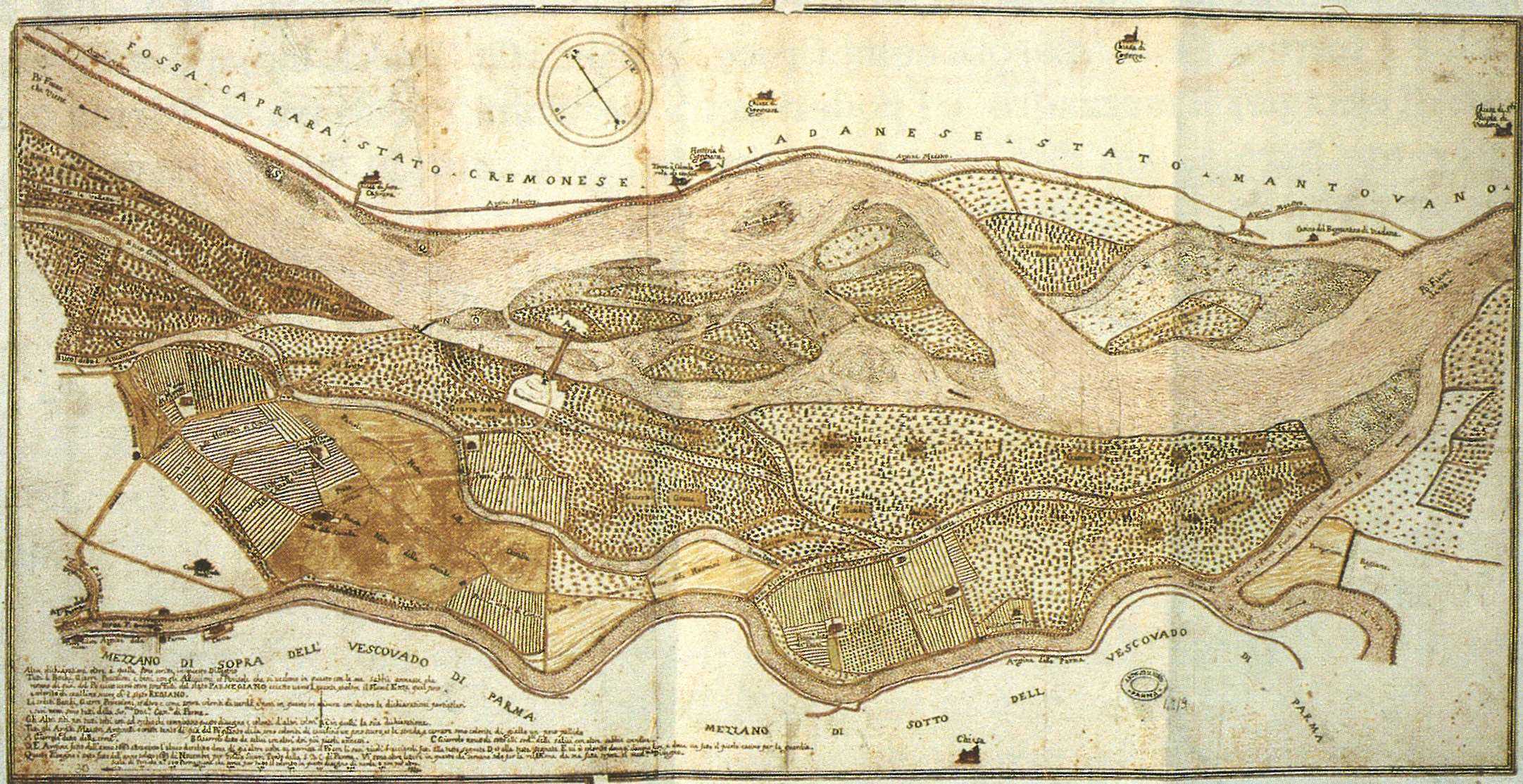
Carta del 1683 in cui Parma ed Enza confluiscono congiuntamente in Po, è visibile il braccio settentrionale della Parma in via di interrimento

Mezzano Inferiore fu più volte campo di battaglia: ancora oggi esiste un terreno chiamato cimitero dei turchi poiché vi furono seppelliti i mercenari turchi che combatterono per la Repubblica di Venezia contro il Ducato di Milano. Nel 1634 i soldati tedeschi stanziati a Castelnovo di Sotto (RE) in un'incursione devastarono il paese. Un altro scontro durante la Guerra di successione polacca, ebbe luogo nel 1734 e vide contrapposte truppe franco-savoiarde e tedesche nella battaglia di Colorno. Palle di cannone risalenti a quella battaglia giacciono ancora nel campanile. Durante lo stesso evento bellico le truppe francesi e savoiarde prima e imperiali poi si accamparono a Casale con grave danno per i raccolti e per la popolazione dei dintorni.
Nella cartografia vaticana compare il castello edificato a Mezzano Inferiore dal Vescovo per difendere i suoi territori dalle compagnie di ventura. Di questo edificio oggi non rimane traccia, tuttavia esiste tuttora un gruppo di abitazioni denominate il castello

### 1763: il passaggio al Ducato di Parma
Il Vescovo di Parma in qualità di conte dei Mezzani e delle corti di Monchio e Rigoso era da sempre considerato benestante. Il Ducato di Parma mirava da tempo impossessarsi di queste rendite, inoltre inglobare i Mezzani significava avere il controllo del confine con gli stati di Milano, Mantova e Modena. Diversi furono i tentativi per ottenere l'annessione del territorio amministrato dal vescovo di Parma.
Il duca e il comune di Parma riuscirono a stipulare a Roma nel 1590 col cardinale Ferdinando Farnese un primo accordo sulle collette dei beni dei Mezzani, che fu però invalidato perché ritenuto dannoso alla mensa vescovile.
Nel secondo decennio del XVII secolo il duca Ranuccio I Farnese pervenne a un'intesa con l'allora vescovo Pompeo Cornazzani per la permuta dei due Mezzani con altre terre del ducato, ottenendo anche il benestare di papa Gregorio XV. Nell'esecuzione di quanto pattuito sorsero però delle complicanze che costrinsero il Cornazzani ad abbandonare la diocesi. Il successore Carlo Nembrini chiese invano di dare luogo all'accordo a suo tempo stipulato per porre fine alle continue tensioni con il ducato di Parma.

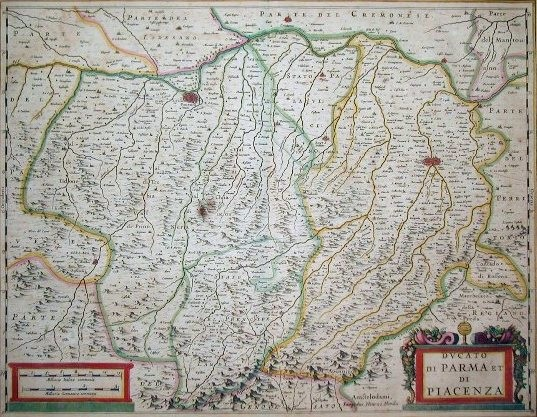
Mappa del Ducato di Parma e Piacenza 1639

Il duca di Parma infatti, per convincere il vescovo ad abbandonare i propri possedimenti non esitò ad usare la forza: dislocò truppe armate lungo i confini per impedire ai mezzanesi di trasportare, nelle loro abitazioni oltre confine, i raccolti dei terreni posseduti in territorio ducale. Il vescovo Giuseppe Olgiati nel 1710 arrivò a rinunciare la Diocesi piuttosto che affrontare nuovi dissidi sulla giurisdizione dei Mezzani.
L'abile ministro ducale Du Tillot utilizzò tutti gli strumenti diplomatici in suo possesso affinché la permuta avvenisse e alla fine individuato il momento opportuno, forte dell'amicizia del vescovo Francesco Pettorelli Lalatta riuscì a concludere a suo favore la controversia. 
La Mensa vescovile, da un lato, non era ormai più in grado di amministrare e gestire i propri possedimenti: gli introiti diventavano sempre più esigui poiché i canoni d'affitto non erano mai stati adeguati alla svalutazione; forse solo l'imposizione delle tasse applicate anche negli stati vicini avrebbe potuto ovviare al problema. Dall'altro lato, il ducato di Parma era assolutamente determinato a stroncare il contrabbando qui presente imponendo i propri dazi. L'acquisizione del possedimento vescovile rientrava inoltre nella politica di ridimensionamento dei privilegi e dei poteri ecclesiastici fortemente voluta dal Du Tillot. Da un punto di vista economico però la permuta sarebbe stata sicuramente più vantaggiosa per il duca di Parma.
Nel 1763 i Duchi di Parma, ottennero dal Pettorelli la definitiva rinuncia alla signoria secolare sui territori dei due Mezzani in cambio del castello di Felino. La popolazione dei due paesi privata dell'autonomia e dei privilegi fiscali di cui aveva goduto fino allora, si rifiutò di giurare fedeltà al Duca Filippo I di Parma. Per un anno i capifamiglia del luogo, per evitare di sottoscrivere l'atto formale di sottomissione al nuovo sovrano, continuarono a nascondersi nei boschi degli stati confinanti ogniqualvolta si presentavano i messi ducali. La situazione fu risolta con l'intervento dei dragoni ducali che confiscarono i beni e incendiarono le case di diverse famiglie.

### XIX e XX secolo
Nel 1806 Mezzano Inferiore entrò a far parte del neocostuito comune di Mezzani, ente territoriale del dipartimento del Taro creato da Napoleone Bonaparte. 
Agli inizi dell'800 Maria Luigia subentrata ai Borbone alla guida del Ducato di Parma fece dono alle popolazioni di Mezzano Inferiore delle comunaglie, si trattava di terreni che i residenti coltivavano in enfiteusi da tempi remoti, nel giro di pochi anni venne deciso di spartirne la proprietà (da qui il nome che portano ancora oggi: le partite). Nel paese fu sempre diffusa la piccola proprietà, in parte grazie alla ripartizione delle comunaglie del XIX secolo ma anche come conseguenza dell'opera di bonifica del territorio iniziata nel ‘400 dalla popolazione locale.
Il problema dell'erosione delle rive fluviali, mai completamente risolto, tornò a farsi sentire dalla fine del XVIII secolo. Destava preoccupazione la scarsa pendenza del lungo tratto finale da Colorno fino all'Enza della Parma che rallentava il deflusso delle acque e aumentava la probabilità di esondazioni in caso di piena. Tra il 1845 e il 1850 per effetto delle mutate correnti del fiume, la riva destra del Po si avvicinò sempre più all'alveo della Parma. In pochi anni il torrente tornò a sboccare direttamente in Po. Non è documentato né l'anno in cui ciò avvenne né se si trattò solo di un processo naturale legato all'erosione della sponda o se fu velocizzato con una deviazione artificiale. Gli unici dati certi si possono desumere dalla cartografia: nella planimetria pubblicata nel 1828 dall'Istituto Geografico Militare, per conto dello Stato Maggiore Austriaco Parma ed Enza sboccano ancora congiuntamente, nella carta topografica della provincia di Parma del 1879 figura uno sbocco indipendente in Po, ma la configurazione attuale con la foce nei pressi di Mezzano Superiore si trova solo in una carta del 1884. Le Ghiare Bonvisi, a seguito della mutazione del corso del torrente, nel 1872 furono smembrate dalla parrocchia di Mezzano Rondani cui erano sempre appartenute e vennero aggregate a quella più vicina di Mezzano Inferiore.
Nel 1861 Mezzano Inferiore col Ducato di Parma entrò a far parte del Regno d'Italia.

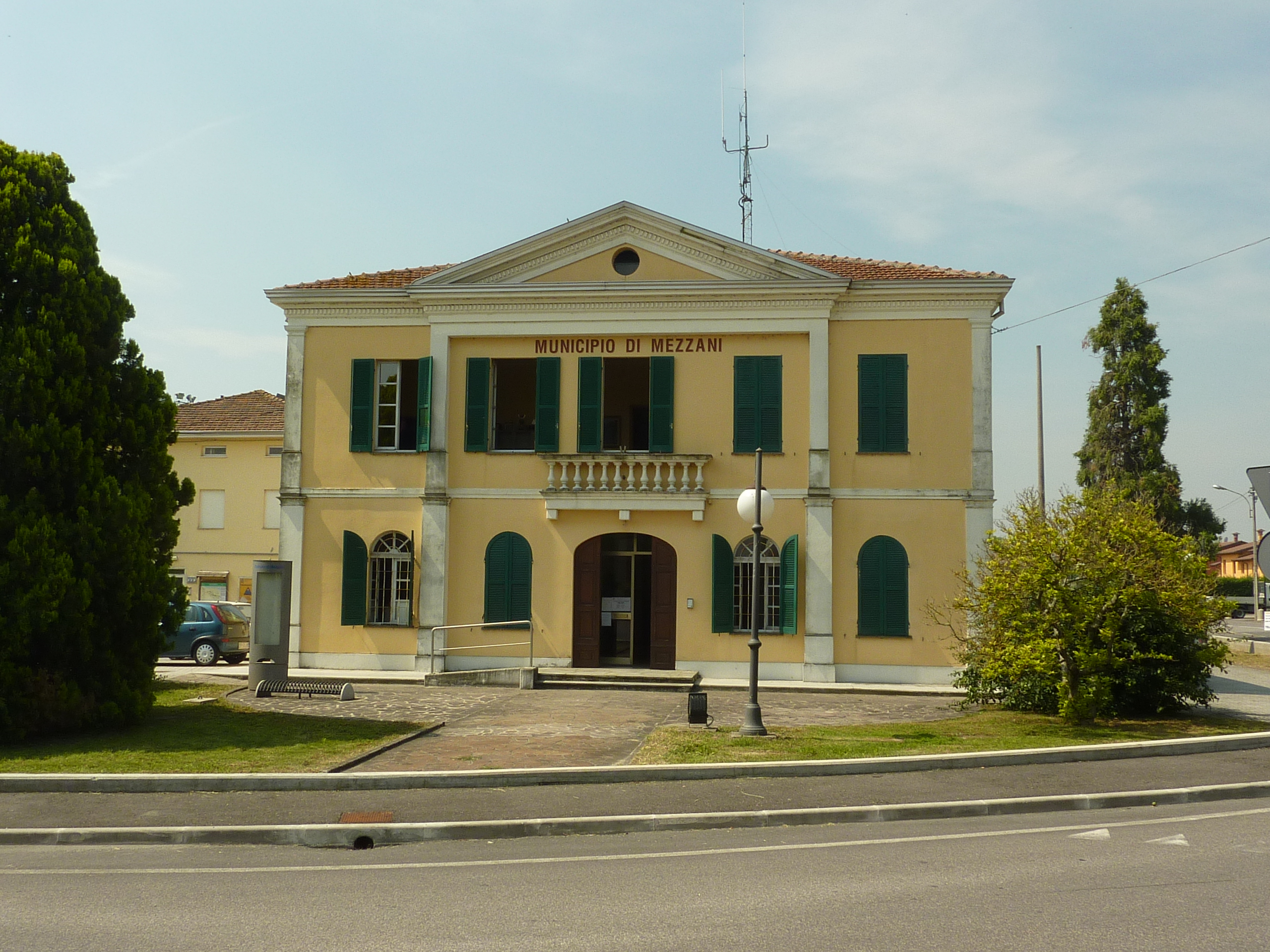
Il municipio realizzato nel XIX secolo

Gli anni '80 del XIX secolo furono abbastanza movimentati dal punto di vista politico. Le frazioni di Mezzano Superiore, Mezzano Rondani e Casale richiesero lo spostamento in una posizione più centrale della sede municipale; questa era infatti ubicata a Mezzano Inferiore, nell'edificio ad angolo tra le attuali via Martiri della Libertà e via Sandro Pertini. Non riuscendo a trovare una soluzione condivisa, l'amministrazione comunale iniziò a temporeggiare.  Gli abitanti dei tre paesi allora si fecero promotori di un'istanza per l'aggregazione al contermine comune di Colorno. Questa azione provocò l'avvio immediato delle pratiche per realizzare una nuova sede municipale a Casale (1886). La posizione più baricentrica della futura casa comunale soddisfece le frazioni e l'istanza fu ritirata. I cittadini di Mezzano Inferiore non furono dello stesso parere e a loro volta chiesero di essere aggregati al comune di Sorbolo. La questione fu risolta in sede di consiglio provinciale nel 1887, venne accettata la richiesta di trasferimento del municipio e respinta la domanda di aggregare Mezzano Inferiore a Sorbolo. Il Regio Decreto del 22 maggio 1887 autorizzò definitivamente il trasferimento della sede comunale.
Nella seconda metà del XIX secolo sorse un acceso dibattito sull'opportunità di eseguire nuove opere di bonifica per potere sfruttare in modo razionale i terreni più bassi della zona di Mazzabue. Nel 1905 venne costituito il Consorzio di bonifica Parma/Enza. Solo tra il 1910 e il 1911 saranno eseguiti i lavori che vedranno tra l'altro lo spostamento verso sud del tratto del cavo Parmetta che a Mezzano Inferiore lambiva la provinciale (dove ora si trova viale Tavacca) e l'edificazione di una centrale idrovora presso la chiavica del Balano a Bocca d'Enza.
Nel 1964 la borgata della Quadra Cantarana, già parte del comune di Sorbolo venne aggregata al comune di Mezzani dando la possibilità a Mezzano Inferiore di realizzare nuove aree residenziali e di espandendersi a sud della strada provinciale.

## Monumenti e luoghi d'interesse

### Architetture religiose

#### Chiesa di Santa Maria Nascente

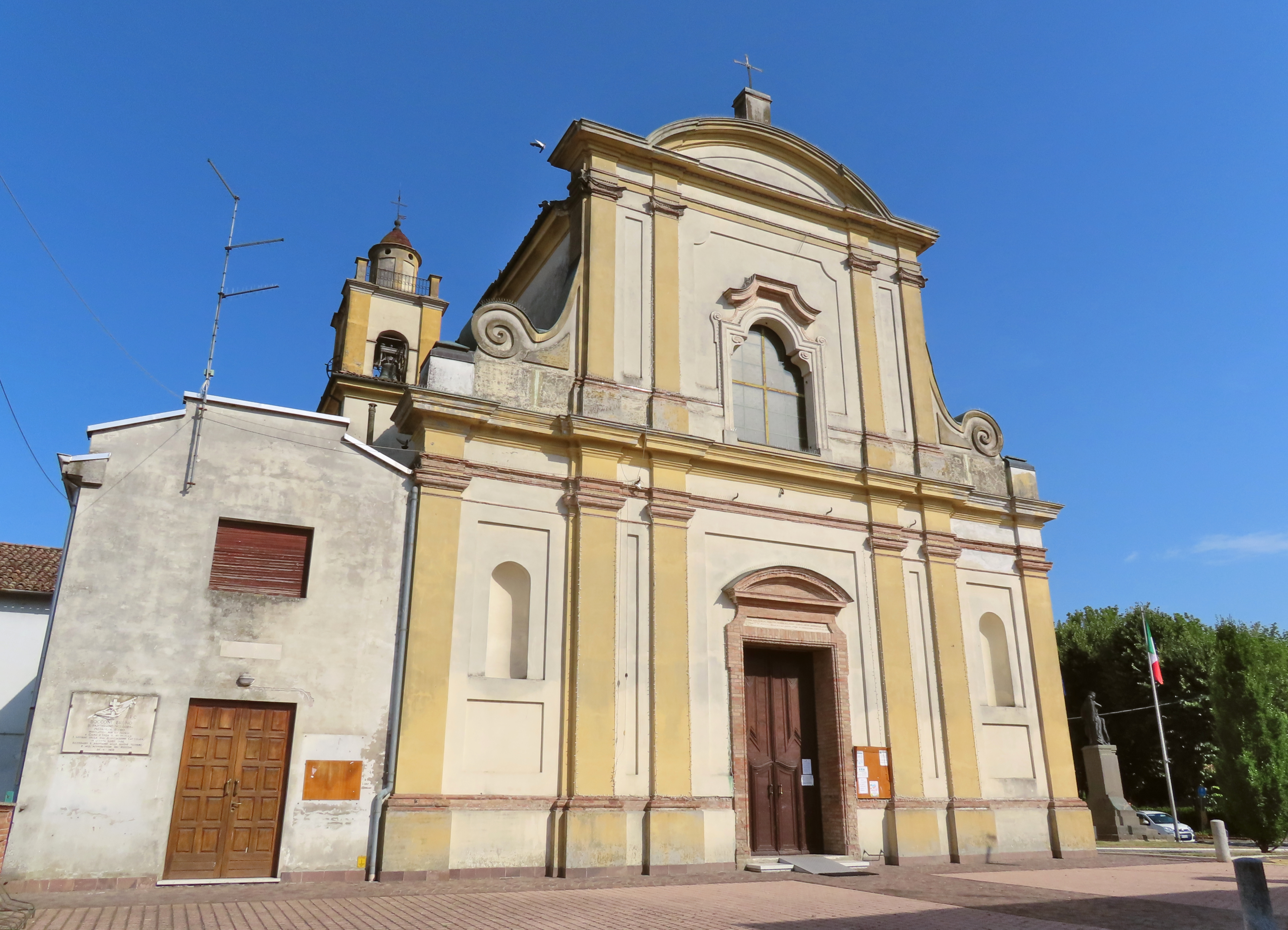
Chiesa di Santa Maria Nascente

La chiesa parrocchiale di Mezzano Inferiore fu edificata una prima volta nel 1563. Fu poi ricostruita tra il 1754 e il 1779 su progetto del Bettoli. All'interno si trovano un organo costruito da Cavalletti nel 1829 e un interessante altare maggiore in marmo intarsiato del 1799.

#### Oratorio della Beata Vergine delle Grazie

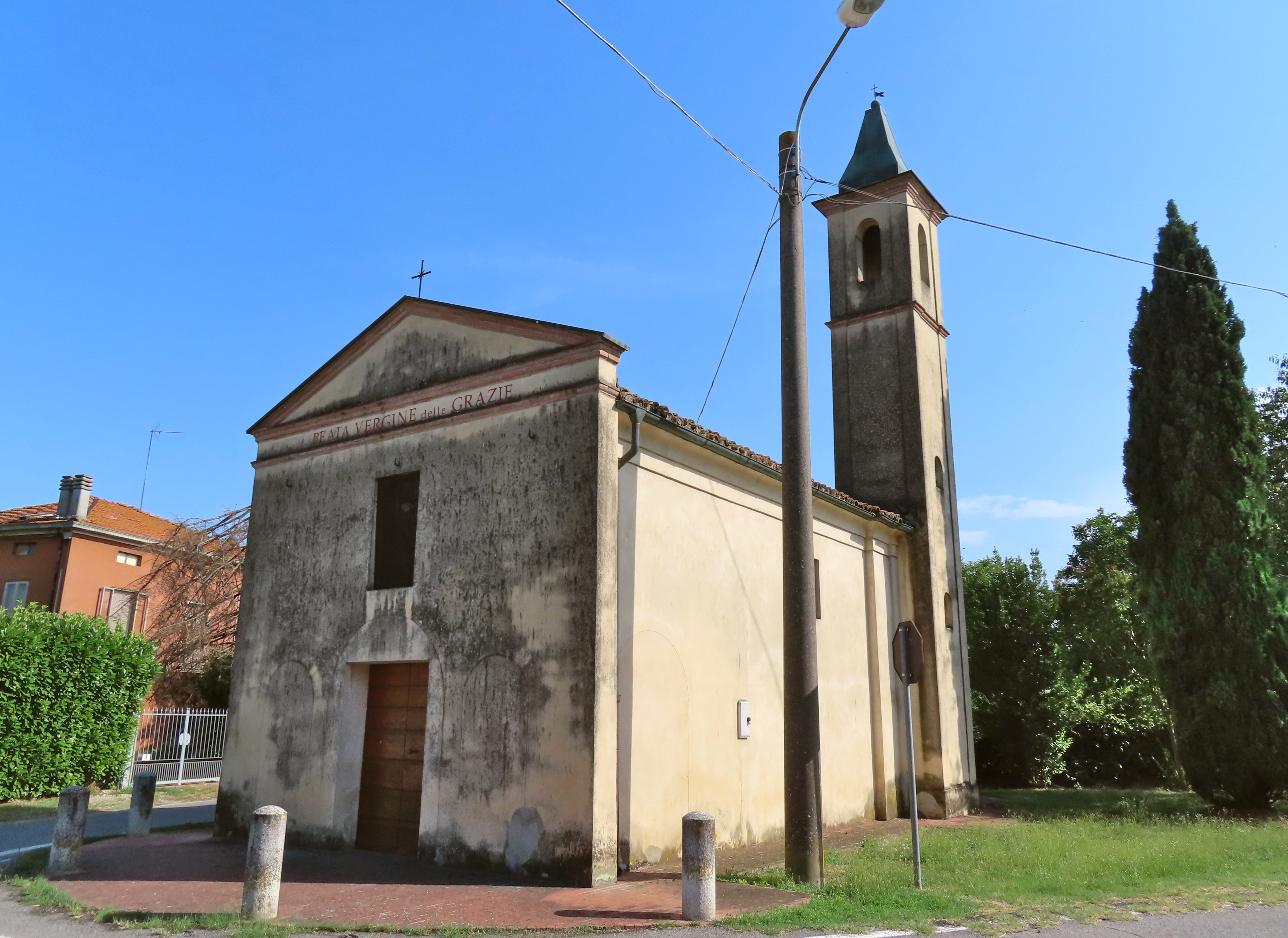
Oratorio della Beata Vergine delle Grazie

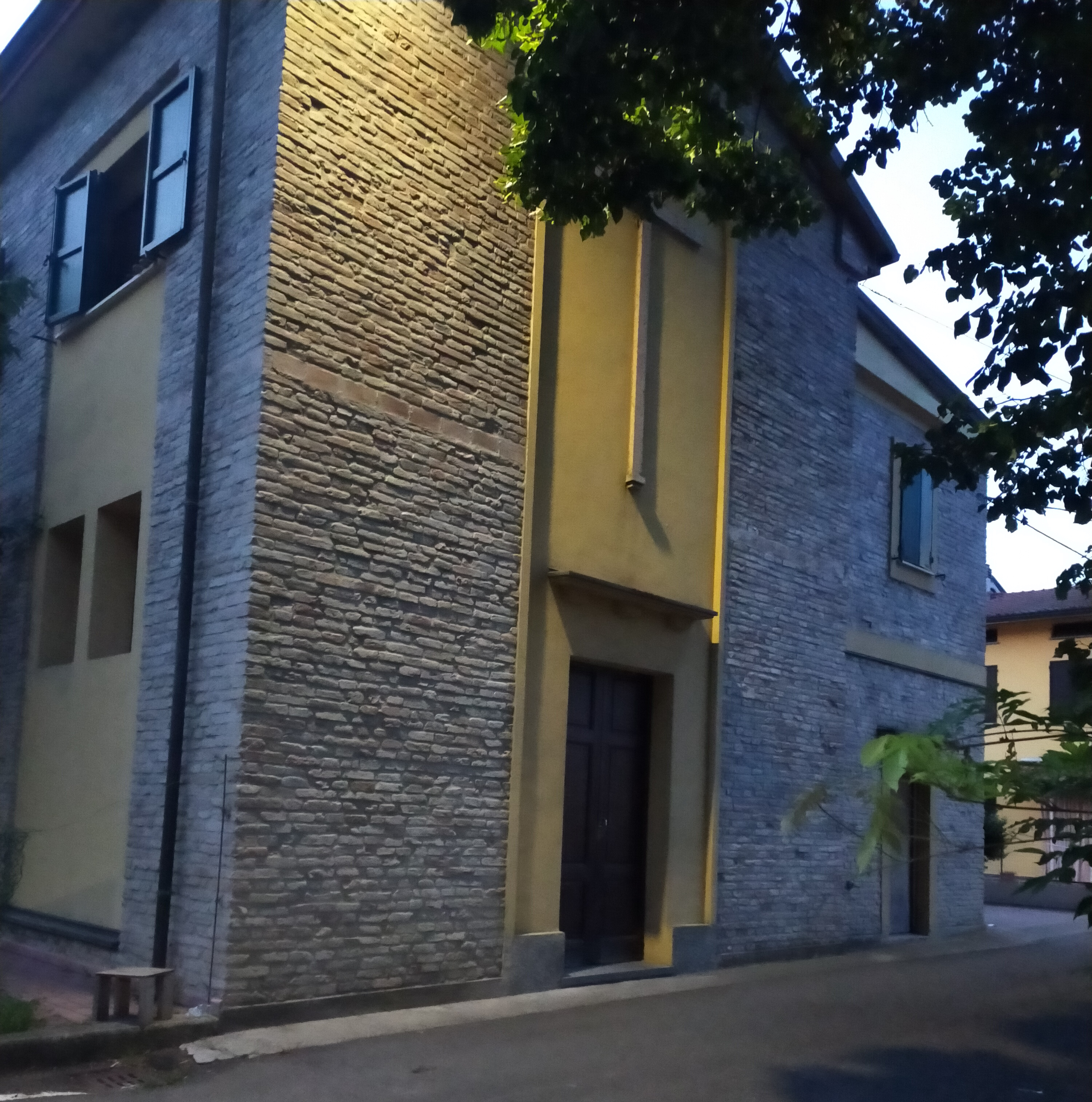
Chiesa evangelica

Si trova in località Borghetto all'incrocio tra via Pertini e via Toscanini. L'edificio ha pianta rettangolare con facciata a capanna e cornicione a sguscio. L'interno presenta un volto a vele incrociate.

#### Chiesa evangelica
Fu edificata nel secondo dopoguerra dalla comunità evangelica metodista, fondata nella seconda metà del XIX secolo.

#### Edicola di via Castello
Ubicata a poca distanza dall'incrocio con la provinciale, presenta una semplice struttura con frontespizio triangolare ed il tetto a due pioventi

### Architetture civili

#### Scuole elementari
Furono edificate agli inizi del XX secolo. Alla fine del 900 furono oggetto di interventi di ampliamento che le privarono degli originari fregi dell'architettura Liberty. Tuttavia è possibile vedere l’aspetto originario dell'edificio nelle ex scuole di Mezzano Superiore.

#### Impianto idrovoro di Bocca d'Enza

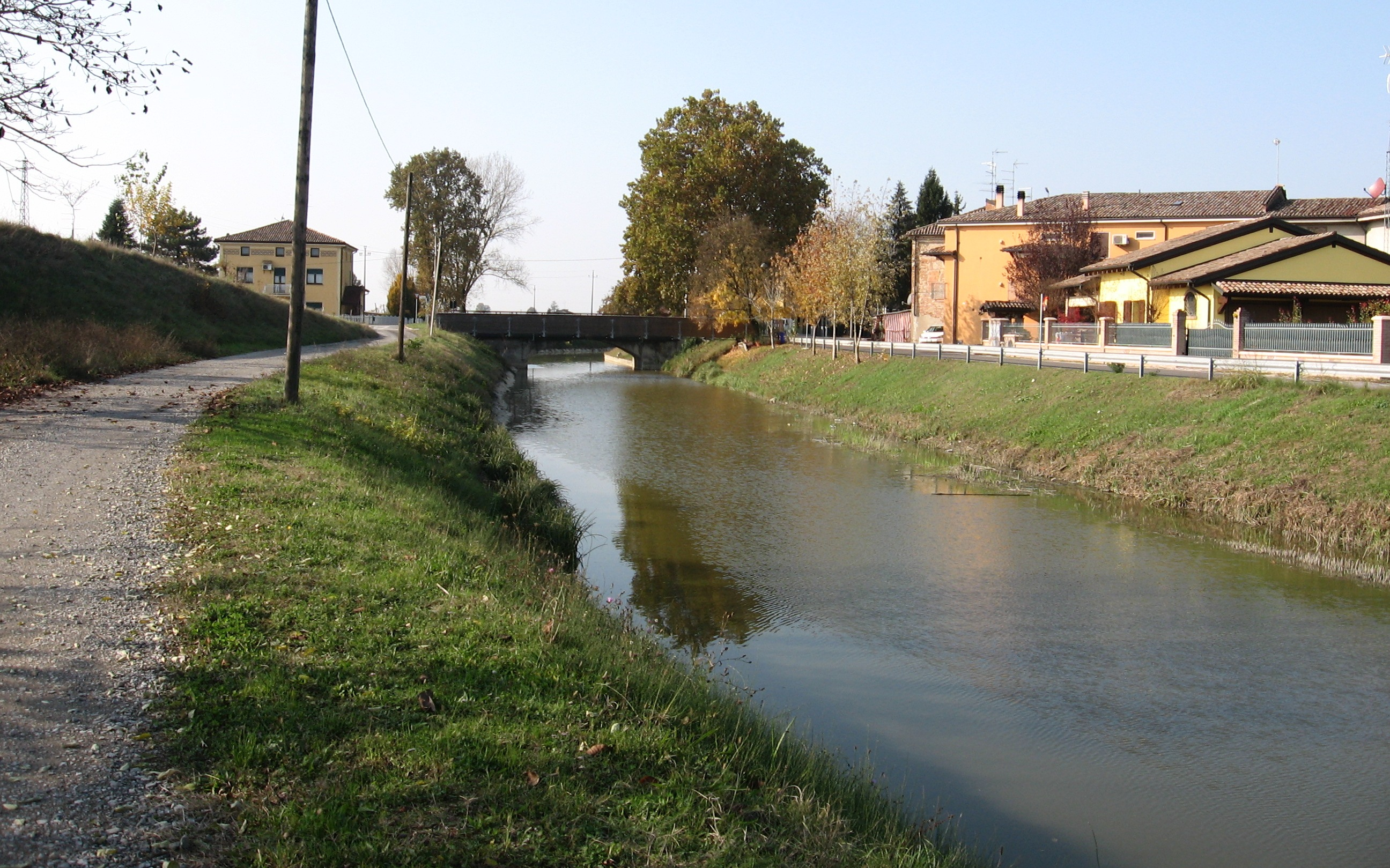
Il canale Parmetta

L'edificio che ospita l'impianto idrovoro venne realizzato sul canale Parmetta fra il 1908 e il 1917 e successivamente potenziato nel 2007.

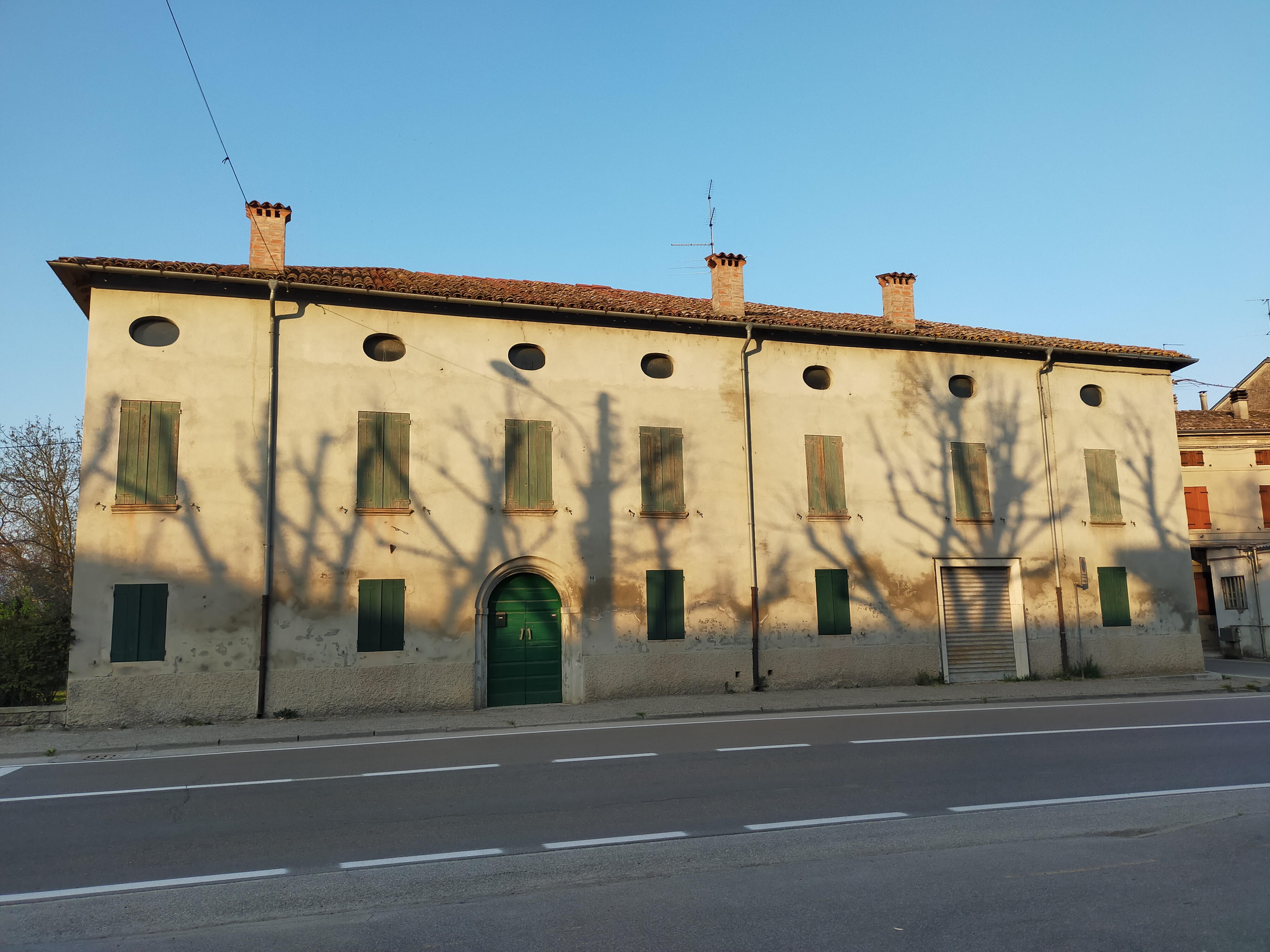
l'antica sede comunale

#### vecchio Palazzo municipale di Mezzani
Ospitò il comune di Mezzani fino al 1886 anno in cui la sede fu trasferita in località Parmetta. La sua localizzazione non baricentrica scatenò le contese tra gli abitanti dei diversi paesi del comune fino alla costruzione del nuovo palazzo municipale a Casale. È conosciuto anche come Farmacia vecchia perché ospitò per diversi anni la farmacia del paese.

#### Monumento ai caduti
Realizzato nel 1925 è un monumento eretto a ricordo dei caduti del paese nelle due guerre mondiali. È composto da una scultura in bronzo raffigurante la Vittoria (divinità) che sostiene un soldato con elmetto e scudo posta su un basamento in arenaria ai cui lati sono poste delle lapidi recanti i nomi dei caduti. Inizialmente la vittoria era provvista di ali, successivamente queste furono asportate e sul capo della figura femminile venne posta una corona di alloro. Il monumento è situato nel piazzale tra il lato destro della chiesa parrocchiale e la strada provinciale.

#### Piazza Belli
Realizzata negli anni '90 del XX secolo, ospita sul lato est l'originario motore dell'impianto idrovoro di Bocca d'Enza, soprannominato machinón. Si tratta di un motore navale realizzato dalla ditta Franco Tosi di Legnano la cui forza motrice era sfruttata per il sollevamento delle acque del canale Parmetta ed è un esempio di archeologia industriale.

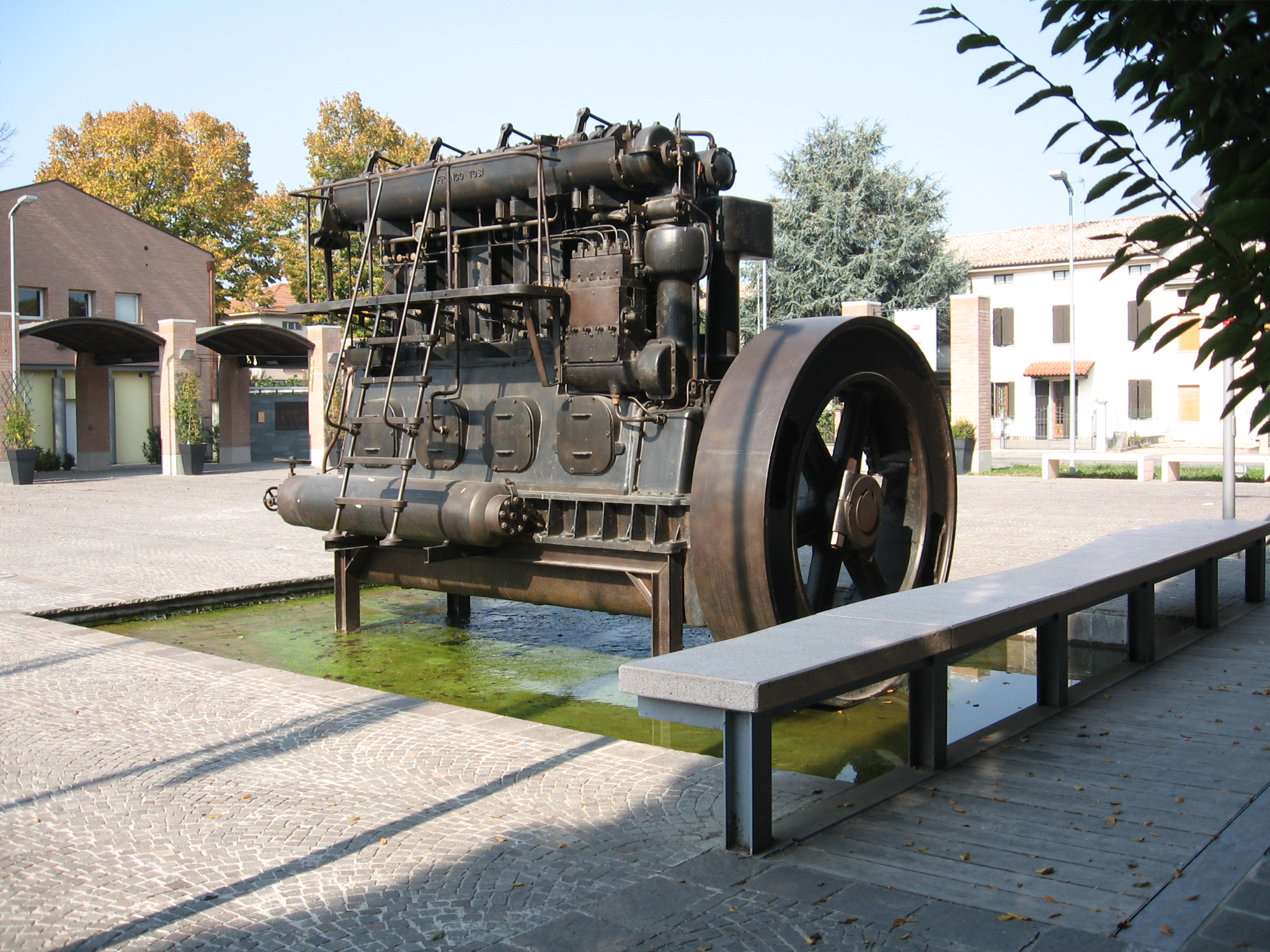
Il motore dell'idrovora in piazza Belli

### Altro

#### Pista ciclabile Bici Parma Po
Si tratta della principale pista ciclabile della Bassa parmense che si snoda sulla sommità dell'argine destro del Po seguendone il percorso. Da questo tracciato si dipartono poi altre piste secondarie che si inoltrano all'interno della pianura. Si parte da Coenzo al confine con la provincia di Reggio Emilia per arrivare fino al confine con la provincia di Piacenza in prossimità di Polesine Parmense. Nel territorio di Mezzano Inferiore la pista costeggia la riserva naturale orientata Parma Morta per poi proseguire in direzione di Colorno. La ciclovia Bici Parma Po fa parte del circuito EuroVelo 8, percorso che collega Cadice con Atene.

#### Acquario
Una tipica casa colonica della golena del Po ospitava l'acquario didattico in cui all'interno di 15 vasche erano ospitati alcuni esemplari delle specie di pesci e crostacei autoctoni tipici del Po nonché delle acque della riserva: tinca, carpa, luccio, siluro, cavedano e granchio di fiume. Chiuso a seguito dell'esondazione del Po del 2014 il museo è stato ristrutturato e riaperto al pubblico nell'aprile 2024.

### Aree naturali

#### Riserva naturale orientata "Parma Morta"

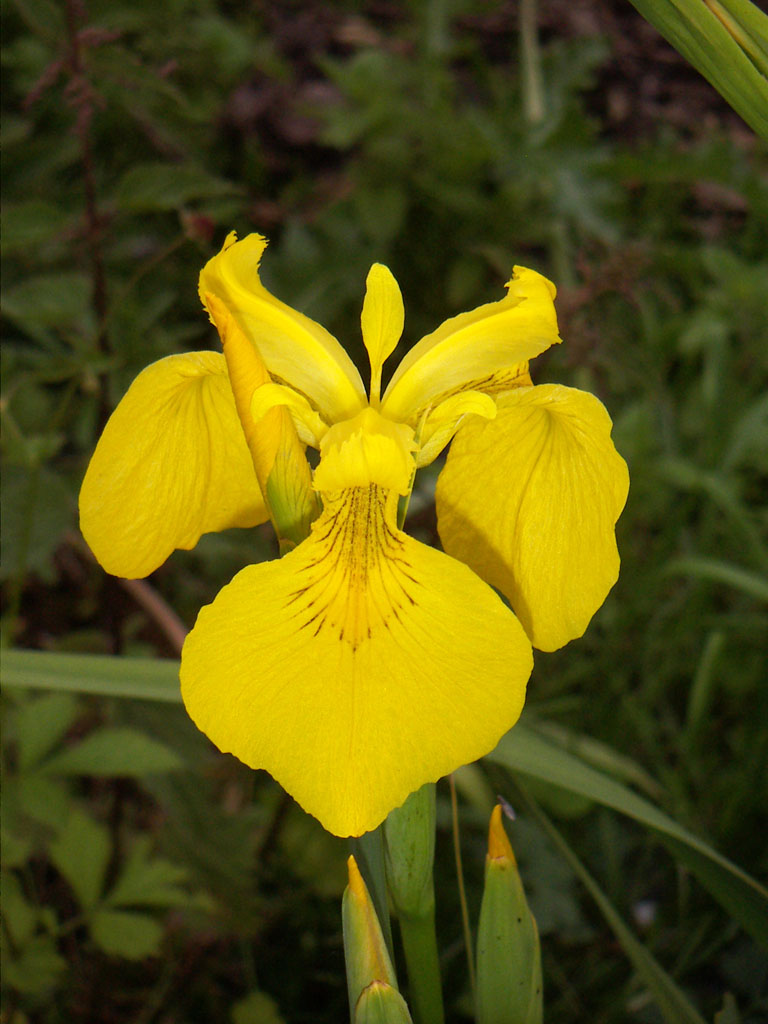
Iris d'acqua

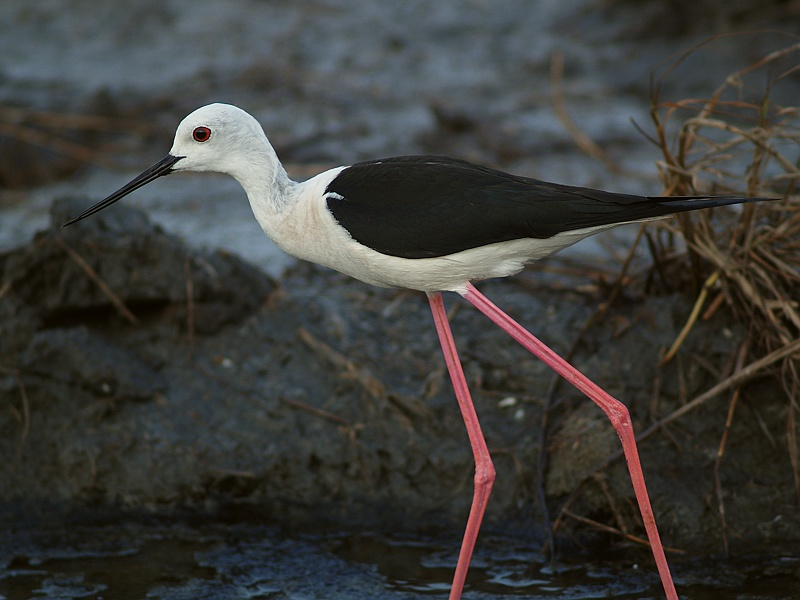
Cavaliere d'Italia

Istituita nel 1990 come riserva naturale regionale, è entrata a far parte in qualità di SIC e ZPS del progetto Rete Natura 2000. È situata lungo l'alveo abbandonato del torrente Parma che fino al XIX secolo confluiva nell'Enza. Dal punto di vista vegetazionale possiamo trovare lungo le sponde le tipiche essenze igrofile come pioppo, salice bianco e ontano mentre all'interno delle acque stagnanti prevale il cariceto. Nelle zone circostanti meno umide si possono osservare specie più spiccatamente mesofile come farnia, ciliegio selvatico, olmo e acero campestre. Importante rifugio per anfibi, rettili e uccelli, vi nidificano alcune delle specie obiettivo della direttiva Uccelli della Comunità Europea. Costituisce un corridoio ecologico tra i torrenti Parma ed Enza e uno degli ultimi ambienti umidi di una pianura fortemente antropizzata.

## Società

### Evoluzione demografica
Dal punto di vista demografico, Mezzano Inferiore ha subito una fase decrescente dopo la seconda guerra mondiale. Tra la fine degli anni 90 e gli inizi degli anni 2000 è iniziata la realizzazione di alcune lottizzazioni che ha portato a un incremento della popolazione. Complice di questo fatto è stata la vicinanza con la città di Parma raggiungibile in poco tempo, la disponibilità di alloggi più economici rispetto al capoluogo.

### Religione
La religione maggiormente praticata è, come per l'Italia, quella cattolica.
Va tuttavia segnalata la presenza di metodisti nel paese a partire dal 1863. A seguito dei dissidi intercorsi tra il parroco del tempo e alcune famiglie, queste contattarono alcuni predicatori protestanti e nell'arco di poco tempo prese corpo la nuova comunità religiosa. Questo gruppo un tempo numeroso e influente (disponeva anche di proprie scuole), nel corso del XX secolo andò man mano scemando; tra la fine del XX secolo e gli inizi del XXI secolo è stata rimpolpata dall'arrivo di immigrati stranieri correligionari provenienti dall'Africa.
Don Giovanni Bernini fu parroco di Mezzano Inferiore dal 1929 fino alla morte avvenuta nel 1972. È in corso la sua causa di beatificazione di cui nel 1997 è terminata positivamente la fase diocesana. Fu uno dei sacerdoti a cui si ispirò lo scrittore Giovannino Guareschi, per la creazione del personaggio letterario di don Camillo.
Il comune di Mezzani gli ha intitolato una via e la sala civica di Mezzano Inferiore.

## Cultura

### Musica
Mezzano Inferiore è il paese natale del fagottista Rino Vernizzi.

### Tradizioni e folclore
"Fasagna"

Si tratta di un tradizionale rito propiziatorio per i raccolti delle campagne che si celebra la sera del 5 gennaio conosciuto nei paesi limitrofi come Fasagna.

### Cucina
Mezzano Inferiore ha dato i natali al cuoco Rino Quagliotti.

## Geografia antropica

### Suddivisioni storiche

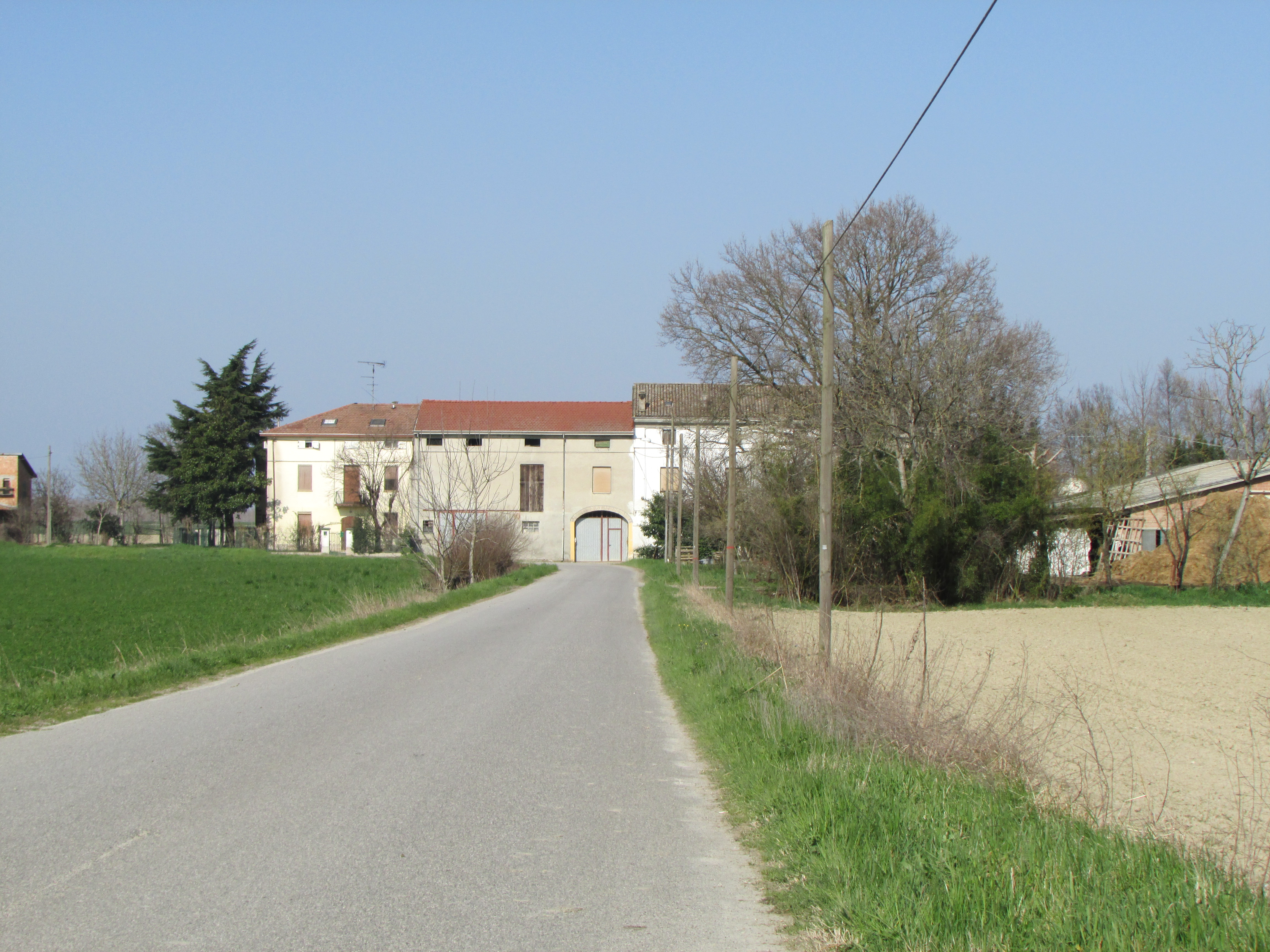
La corte delle Ghiare Bonvisi

#### Bocca d'Enza
Pur essendo talvolta menzionato come paese a sé stante è in realtà un agglomerato di case che costituisce la prosecuzione di Mezzano Inferiore lungo il canale Parmetta. La stragrande maggioranza delle abitazioni sono ubicate sulla riva sinistra del canale nel comune di Mezzani, quelle sulla riva destra si trovano nel comune di Sorbolo. 

#### Ghiare Bonvisi
È un'area agricola con case sparse che si trova a nord del paese oltre l'argine maestro e la Parma Morta nella golena del fiume Po. Trae il nome dalla famiglia Bonvisi un tempo proprietaria di molti terreni di questa zona e dell'omonima corte.

#### Borghetto
Detto anche al Borghèt in dialetto parmigiano è una zona del paese compresa tra la strada provinciale e via Toscanini, attraversata dalle le vie Pertini, Leonardo da Vinci e Castello. Le abitazioni storiche di Mezzano Inferiore che si snodano linearmente lungo il lato nord della provinciale, in questo punto si raggruppano a formare un piccolo borgo che termina con l'Oratorio della Beata Vergine delle Grazie. 
Le abitazioni nei pressi del punto in cui via Castello si immette in via Martiri sono denominate il Castello poiché qui anticamente si trovava una fortificazione fatta erigere dal vescovo di Parma a protezione del paese.

#### Cò di Bei
È la zona più occidentale del paese, originariamente identificava il tratto terminale di via Cavestro. Il toponimo deriva dai cognomi molto diffusi (Bellini e Belli) tra i residenti della zona fino agli inizi del XX secolo.

## Infrastrutture e trasporti
La strada provinciale 34 Padana orientale che collega Colorno a Mezzani, è l'asse viario principale su cui si snoda la frazione.